# Opperbouwmeester van het Heelal

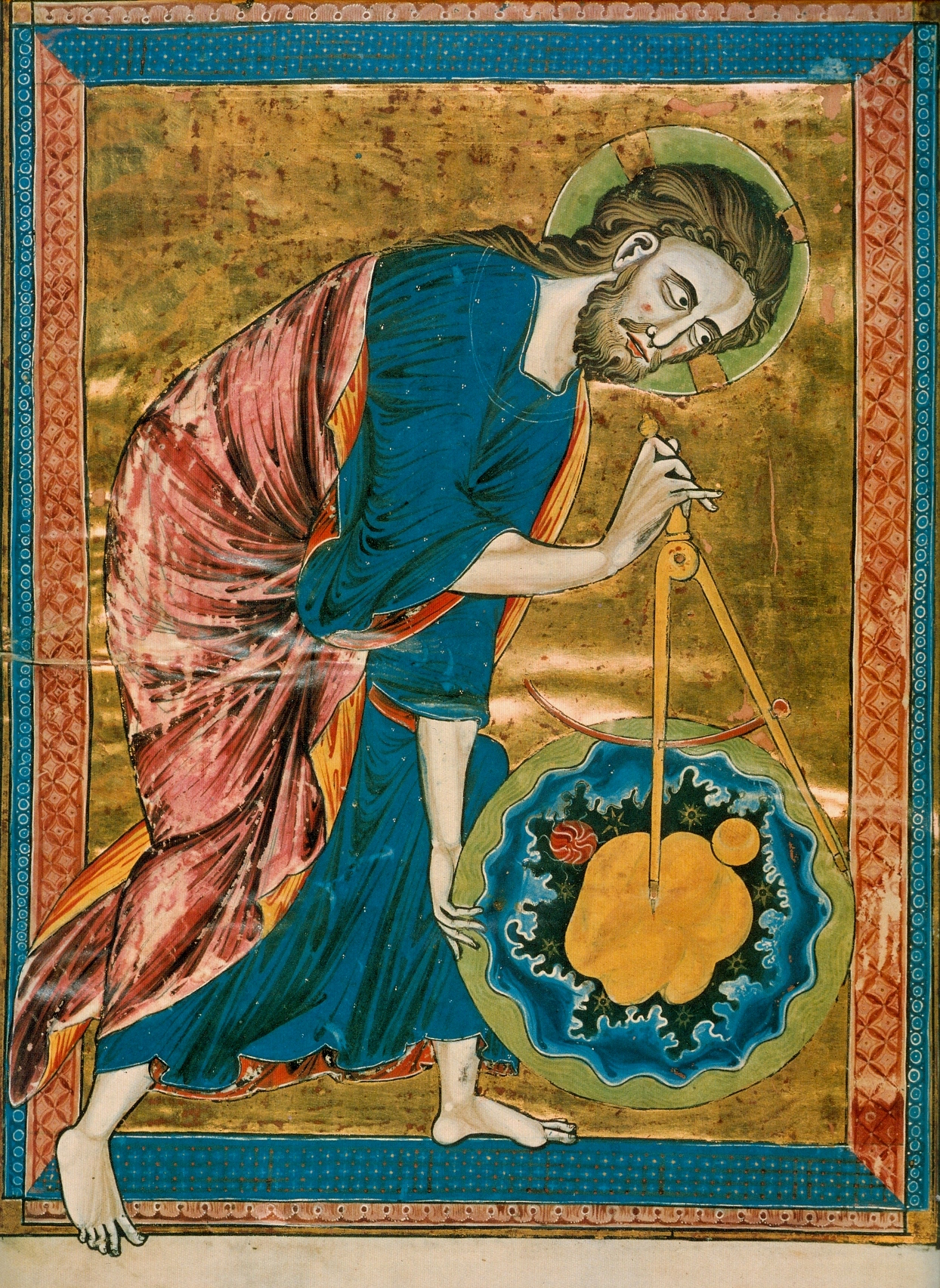
God als geometer, frontispice van een bible moralisée

De term Opperbouwmeester des Heelals (ook: Opperbouwheer des Heelals, Great Architect of the Universe of Grote Geometer) is een symbool uit de vrijmetselarij waarin ieders 'hoog beginsel' weergegeven wordt. Een nadere invulling van dit symbool wordt er niet gegeven, omdat de vrijmetselarij – anders dan kerkgenootschappen – geen leer verkondigt. Ieder lid mag er een eigen invulling aan geven, een god, de kracht van de natuur of welk ander begrip dan ook, dat kan dienen als een ethisch/moreel toetsingskader voor het eigen handelen. Er is niets wat aan zijn blik ontsnapt. In de ordegrondwet van de Orde van Vrijmetselaren onder het Grootoosten der Nederlanden wordt het handelen van een lid omschreven als: "Hij verricht die arbeid in het licht van een hoog beginsel, symbolisch aangeduid als opperbouwmeester des heelals". 
Ter illustratie een gedeelte uit een vrijmetselaarsritueel:

Vraag: Op welke grondslag zijn wij hier bijeen? 

Antwoord: Op die van broederschap.

Vraag: Wie heeft ons daarvan het bewustzijn geschonken?

Antwoord: De Opperbouwmeester des Heelals.

Vraag: Waarom geven wij hem die naam?

Antwoord: Omdat hij ons leven en wereld doet zien als een te voltooien bouwwerk.

## Equivalent
Binnen de Orde van Weefsters Vita Feminea Textura komt het begrip Grote Ontwerper des Heelals voor, een symbool met een soortgelijke strekking.

## Hoofdlettergebruik
Symbolen krijgen in principe geen hoofdletter, maar als ze als heilige begrippen worden opgevat is het toegestaan ze een zogenoemde 'eerbiedshoofdletter' te geven. Persoonsnamen krijgen sowieso een hoofdletter. Uit het hoofdlettergebruik kan men dus niet afleiden dat er per se een persoonlijke god bedoeld wordt. De beginselverklaring van de Orde van Vrijmetselaren onder het Grootoosten der Nederlanden stelt dan ook dat met de term een hoog beginsel aangeduid wordt.